# Trisecció de l'angle

Alguns angles.

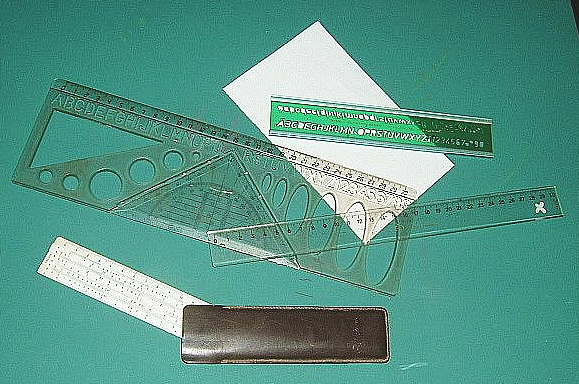
Regles. Els regles mostrats estan marcats — un regle ideal està sense marcar.

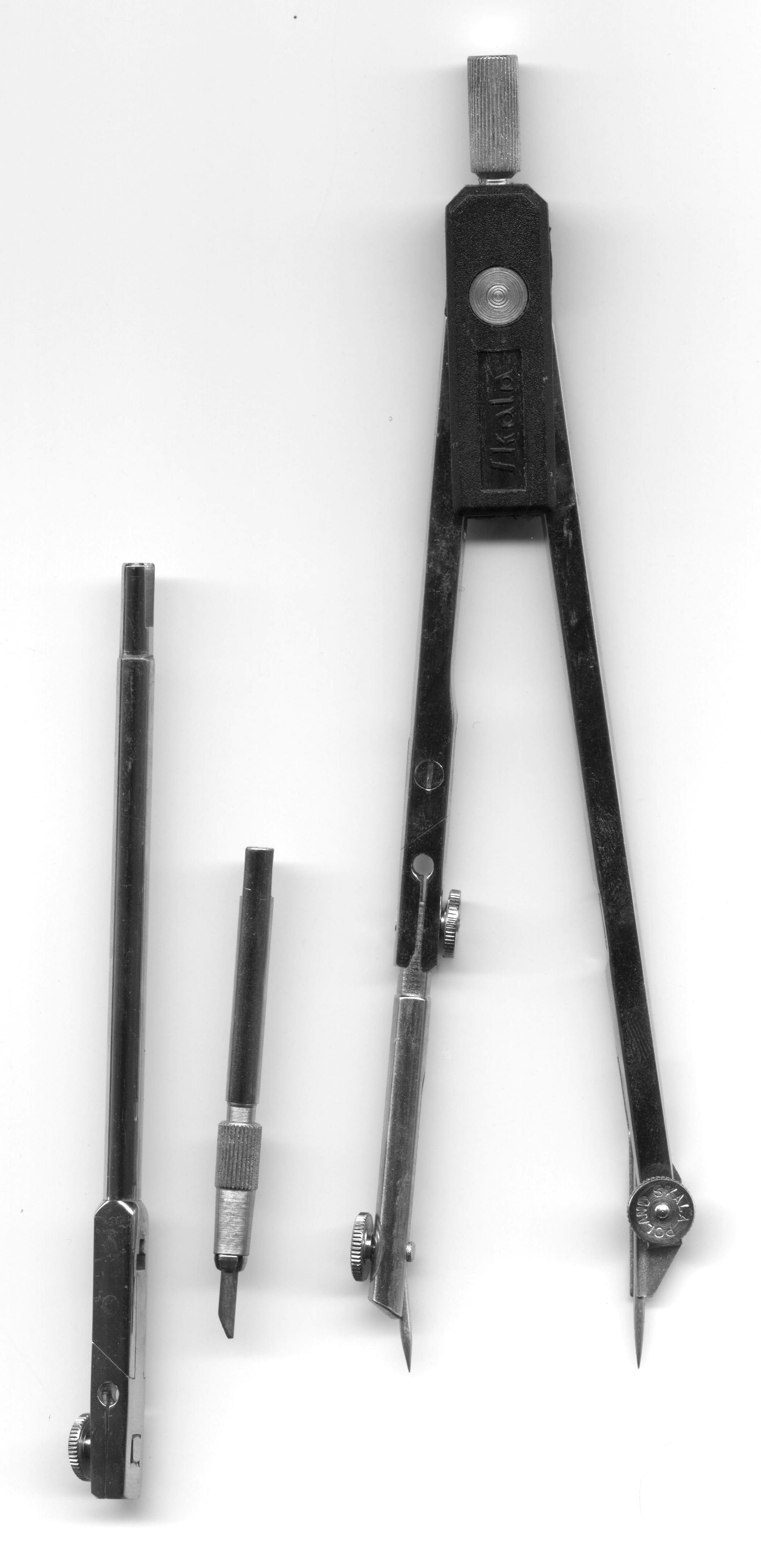
Un compàs.

El problema de trisecar l'angle és un problema clàssic de construcció amb regle i compàs dels antics matemàtics grecs. Donat un angle, el problema consisteix a construir un altre angle que sigui una tercera part del primer, emprant només un regle no marcat i un compàs. Amb aquestes eines es demostra que el problema és irresoluble. Això requereix dibuixar l'arrel cúbica d'un nombre donat, construcció impossible amb les eines donades.

## Malentesos habituals
És comú sentir que «és impossible trisecar un angle». Deixant a part la manca d'una demostració, aquesta afirmació és falsa: sols és impossible resoldre el problema en general utilitzant només regle i compàs. De fet, es pot resoldre fent ús d'altres eines i, a més a més, alguns angles poden ser trisecats amb regle i compàs.

## Perspectiva i relació amb altres problemes

La bisecció d'angles arbitraris es va provar fa molt de temps.

Els matemàtics grecs ja coneixien la manera de dividir un segment lineal qualsevol en un nombre arbitrari de segments mitjançant una construcció amb regle i compàs dibuixant línies paral·leles, la manera de bisecar angles, de construir molts polígons, i de construir quadrats d'àrea dels quals fos el doble de la d'un polígon donat.
Els tres problemes que es van demostrar irresolubles van ser: 
- La trisecció de l'angle.
- La duplicació del cub, i.
- La quadratura del cercle.

## Els angles no poden ser trisecats en general
Sigui {\displaystyle \mathbb {Q} } el conjunt dels nombres racionals. Es diu que un nombre és construïble "en un pas" a partir d'un cos {\displaystyle K} si és una solució d'una equació de segon grau. Fixeu-vos que {\displaystyle \pi /3} radians (60 graus, escrit 60°) és construïble.
Malgrat això l'angle de {\displaystyle \pi /3} radians (60 graus) no pot ser trisecat. Com que {\displaystyle \cos(\pi /3)=\cos(60^{\circ })=1/2}.
Si 60° pogués ser trisecat, el polinomi mínim de {\displaystyle \cos(20^{\circ })} sobre el cos {\displaystyle \mathbb {Q} } seria de segon ordre. Vegeu la identitat trigonomètrica {\displaystyle \cos(3\alpha )=4\cos ^{3}(\alpha )-3\cos(\alpha )\,}. Sigui ara {\displaystyle y=\cos(20^{\circ })}.
D'aqui es dedueix, {\displaystyle \cos(60^{\circ })=1/2=4y^{3}-3y}. Per tant, {\displaystyle 4y^{3}-3y-1/2=0\,}. Multiplicant per 2 dona {\displaystyle 8y^{3}-6y-1=0\,}, o {\displaystyle (2y)^{3}-3(2y)-1=0\,}. Ara se substitueix {\displaystyle x=2y\,}, de tal manera que {\displaystyle x^{3}-3x-1=0\,}. Sigui {\displaystyle p(x)=x^{3}-3x-1\,}.
El polinomi mínim per x (per tant {\displaystyle \cos(20^{\circ })}) és un factor de {\displaystyle p(x)}. Si {\displaystyle p(x)} té una arrel racional, pel teorema del residu, ha de ser 1 o −1, i clarament es veu que cap de les dues és arrel. Per tant, {\displaystyle p(x)} és irreductible dins {\displaystyle \mathbb {Q} }, i el polinomi mínim per {\displaystyle \cos(20^{\circ })} és de grau 3.
Per tant, un angle de {\displaystyle 60^{\circ }=\pi /3} radians no pot ser trisecat.

## Alguns angles poden ser trisecats
Malgrat tot el que s'ha vist, alguns angles es poden trisecar. Donat un angle {\displaystyle \theta }, l'angle {\displaystyle 3\theta } triseca el {\displaystyle \theta }. Encara més, {\displaystyle 2\pi /5} radians (72°) és construïble i, pot ser trisecat. També hi ha angles que, tot i no ser construïbles, es poden trisecar, per exemple {\displaystyle 3\pi /7}.

### Un teorema general
Es denoten els nombres racionals com {\displaystyle \mathbb {Q} }:
Teorema: L'angle {\displaystyle \theta } es pot trisecar si i només si {\displaystyle q(t)=4t^{3}-3t-\cos(3\theta )} és reduïble dins de l'extensió del cos {\displaystyle \mathbb {Q} (\cos(\theta ))}.
La prova es pot derivar de la identitat trigonomètrica anterior.

## Mitjans per trisecar angles fora de la geometria grega

### Origami
La trisecció, com moltes altres construccions impossibles amb regle i compàs, es pot fer amb operacions més potents (però físicament fàcils) com fer plecs de paper o origami. Els axiomes de Huzita (tipus d'operacions amb plecs de paper) poden construir extensions cúbiques (arrels cúbiques) de determinades longituds, mentre que les construccions amb regle i compàs només poden construir extensions quadràtiques (arrels quadrades).

### Corba auxiliar
Les trisectrius són unes corbes que, si es poden dibuixar en el pla utilitzant altres mètodes, llavors es poden utilitzar que trisecar qualsevol angle.

### Amb un regle marcat
Uns altres mitjans per trisecar un angle qualsevol mitjançant una "petita" variació de les construccions gregues és via un regle amb dues marques separades una distància. La següent construcció és d'Arquimedes, i s'anomena una construcció de Neusis, i.e., usa d'altres eines a part d'un regle sense marcar.

Tres fets per trisectar angles.

Això requereix tres fets de geometria (a la dreta):
1. Qualsevol conjunt d'angles d'una línia recta sumen 180°.
2. La suma dels angles d'un triangle és 180°, i.
3. Qualssevol costats iguals d'un triangle isòsceles forma un angle igual amb el tercer costat.

Mireu al diagrama de la dreta, denotem a l'angle que hi ha a l'esquerra del punt B. Es triseca l'angle a.
Primer, el regle té dues marques separades per la distància AB a part. S'allarguen les línies de l'angle i es dibuixa un cercle amb radi AB.
"Anchor" el punt A del regle, i es mou fins que una de les marques està al punt C, una al punt D, i.e., CD = AB. Òbviament es dibuixa un radi BC. El triangle BCD té dos costats iguals, per tant és isòsceles.
Això demostra que els segments AB, BC, i CD són tots de la mateixa llargada. El segment AC és irrellevant.
Ara: Triangles ABC i BCD són isòsceles, per tant, cadascun té dos angles iguals. Si redibuixem el diagrama, i etiquetem tots els angles:
Hipòtesis: Donada la línia recta AD, i AB, BC, i CD són totes de la mateixa longitud,
Conclusió: angle {\displaystyle b=(1/3)a}.
Demostració
Passos:
1. A partir de la premissa 1) de dalt, {\displaystyle e+c=180}°.
2. Mirant al triangle BCD, a partir de la premissa 2) {\displaystyle e+2b=180}°.
3. A partir de les dues últimes equacions, {\displaystyle c=2b}.
4. A partir de la premissa 2), {\displaystyle d+2c=180}°, thus {\displaystyle d=180}°{\displaystyle -2c}, per tant a partir de, {\displaystyle d=180}°{\displaystyle -4b}.
5. A partir de la premissa 1) de sobre, {\displaystyle a+d+b=180}°, per tant {\displaystyle a+(180}°{\displaystyle -4b)+b=180}°.

Simplificant, {\displaystyle a-3b=0}, or {\displaystyle a=3b}, i el teorema està demostrat.
Una altra vegada: aquesta construcció sortia fora de les demostracions permeses pels grecs utilitzant un regle sense marques. Hi ha un element inevitable d'inexactitud fent servir el regle.

### Amb una corda
Hutcheson va publicar un article a Mathematics Teacher, vol. 94, No. 5, May, 2001 on usava una corda en lloc d'un regle i un compàs. Una corda es pot emprar tant com un regle (tensant-la) o com un compàs (fixant un punt i movent l'altre), però també es pot enrotllar al voltant d'un cilindre. Això va ser la clau de la solució de Hutcheson.
Hutcheson va construir un cilindre a partir d'angle que s'havia de trisecar. Va dibuixar un arc a través de l'angle, completant-lo com un cercle, i construint a partir d'aquest cercle un cilindre en el qual hi havia inscrit un triangle equilàter (s'havia dividit en tres angles de 360 graus). Això després es traspassava ("mapped") a l'angle que s'havia de trisecar, amb una simple prova de triangles semblants.
Per veure la demostració detallada i la seva generalització, vegeu l'article: Mathematics Teacher, vol. 94, No. 5, May, 2001, pp. 400-405.